# Anolis phyllorhinus
Anolis phyllorhinus (листоносий аноліс) — вид ігуаноподібних ящірок родини анолісових (Dactyloidae). Ендемік Бразилії.

## Поширення і екологія
Листоносі аноліси мешкають в Бразильській Амазонії, в штатах Амазонас і Пара та на півночі Мату-Гросу. Вони живуть у вологих тропічних лісах, з великою кількістю епіфітів і пальм. Живляться комахами та їх личинками.